# 2 Tage in L. A.
2 Tage in L. A. (Alternativtitel: Zwei Tage in L. A.; Originaltitel: 2 Days in the Valley) ist ein Kriminalfilm von John Herzfeld aus dem Jahr 1996.

## Handlung
Die Killer Lee Woods und Dosmo Pizzo überfallen und töten Roy Foxx im Haus seiner Ex-Frau Becky, nachdem sie diese mit einer Spritze betäubt haben. Am Tag darauf schießt Lee auf Dosmo, legt falsche Spuren und sprengt dessen Wagen in die Luft, um ihm die Tat anzuhängen. Während Lee mit seiner norwegischen Freundin Helga Svelgen flieht, kann sich Dosmo dank einer Schutzweste unbemerkt zu einem nahe gelegenen Haus retten.
Das Haus bewohnt der junge, exzentrische Kunsthändler Allan Hopper, der sich gerade von einer Nierenkolik erholt. Dosmo nimmt Allan und seine schüchterne Assistentin Susan Perish als Geiseln. Währenddessen treffen Audrey Hopper, die Schwester von Allan, und der selbstmordgefährdete Filmregisseur Teddy Peppers in dem Haus ein. Audrey ist Krankenschwester und war von Allan zuvor angerufen worden.
Unterdessen erwacht Becky neben der Leiche von Roy und rennt panisch aus dem Haus. Sie wird von zwei Polizisten der Sitte aufgegriffen, die zufällig auf sie stoßen. Der aggressive Alvin Strayer hält seinen Kollegen Wes Taylor davon ab, weitere Untersuchungen durchzuführen, und fordert ihn auf, den Fall der Mordkommission zu überlassen. Wes fällt jedoch eine absichtlich von Lee hinterlassene Zigarettenschachtel auf, und er schöpft Verdacht gegen Becky, weil diese von mehreren Tätern sprach, die Tat selbst aber gar nicht mitbekommen hatte. Später stellt sich heraus, dass Becky Lee und Helga engagiert hatte, Roy für 30.000 Dollar zu töten. Das Geld befindet sich jedoch noch in Beckys Haus, in das sie nicht zurückkehren will. Statt Becky fährt Lee noch einmal zu dem Haus, obwohl die Mordkommission bereits Ermittlungen im Haus anstellt. Auch Wes lässt der Fall keine Ruhe, und er besucht dort seine Kollegen. Zu allem Überfluss kommt auch noch Dosmo mit seinen Geiseln am Haus vorbei, wo die Geschichte dann ein blutiges Ende findet.

## Kritiken
Roger Ebert schrieb in der Chicago Sun-Times, dass der Film sich mit dem menschlichen Verhalten beschäftige und eine komplexe Handlung habe. Er lobte die Dialoge.

## Auszeichnungen
Teri Hatcher wurde 1997 für die Goldene Himbeere nominiert.

## Hintergründe
Der Film wurde in San Fernando Valley bei Los Angeles gedreht. Er spielte in den US-Kinos etwa 11,1 Millionen US-Dollar ein.